# Fritz Pringsheim
Fritz Robert Pringsheim (Hünern, 7 ottobre 1882 – Friburgo in Brisgovia, 24 aprile 1967) è stato un giurista tedesco.
Allievo di Ludwig Mitteis, fu docente di diritto romano all'Università di Gottinga dal 1923 e all'Università di Friburgo in Brisgovia dal 1929, nel 1938 fu allontanato dall'istruzione poiché ebreo.
Divenuto docente all'Università di Oxford, poté rimpatriare solo nel 1946. Continuò l'opera del maestro sulle influenze ellenistiche sul diritto romano.